# Richard Francis Burton
Pour les articles homonymes, voir Richard Burton (homonymie) et Burton.
Richard Francis Burton, né le 19 mars 1821 à Torquay (Angleterre) et mort le 20 octobre 1890 à Trieste, est un érudit et polymathe britannique. Il est tour à tour officier militaire, escrimeur, explorateur, écrivain et poète, traducteur, linguiste, orientaliste, maître soufi, ethnologue, diplomate et expérimentateur passionné de la plupart des perversions humaines.
Il mène une vie romanesque et voyage inlassablement sur tous les continents. Il parle 29 langues et 11 dialectes et, maîtrisant l'arabe, il est l'un des premiers Occidentaux à faire le pèlerinage de la Mecque. Il en rapporte notamment des croquis et des mesures de la Kaaba.
Au cours de sa carrière militaire et diplomatique, il sert d'abord en Inde en qualité de capitaine de l'armée de la Compagnie anglaise des Indes orientales, puis brièvement durant la Guerre de Crimée. Il dirige ensuite l'expédition de la Société royale de Géographie qui devait aboutir à la découverte du lac Tanganyika en 1858. Il devient plus tard consul de Grande-Bretagne à Fernando Po de 1861 à 1864, à Santos de 1865 à 1869, à Damas de 1869 à 1871 et enfin à Trieste de 1871 jusqu'à sa mort en 1890. 
En plus de ses fonctions officielles, il est l'auteur de quantité de livres et articles consacrés aux sujets les plus divers : voyages, escrime et ethnographie. On lui doit notamment la première traduction non expurgée des Mille et Une Nuits et du Kamasutra.
Membre de la Royal Geographical Society, cofondateur de la Société anthropologique de Londres (en), il est fait chevalier de l'Ordre de Saint-Michel et Saint-Georges en 1886.

## Biographie

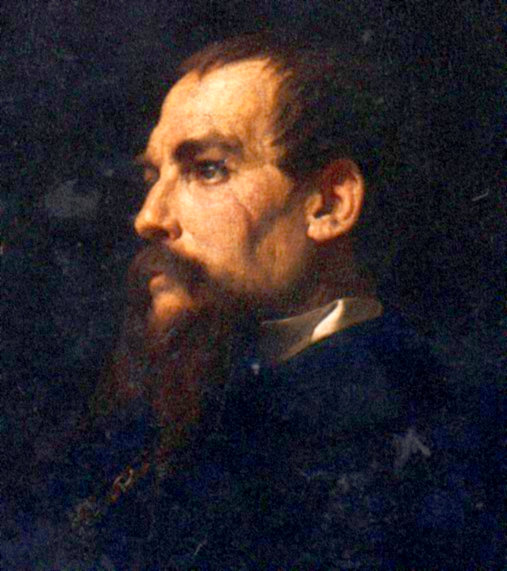
Portrait de Richard Francis Burton au début des années 1870 par Frederic Leighton, National Portrait Gallery, Londres.

### Jeunesse et éducation
Richard Francis Burton naît à Torquay, dans le Devon (Royaume-Uni), à 21 h 30 le 19 mars 1821 (dans son autobiographie, il prétendit être né dans la maison de famille de Barham House, à Elstree dans le Hertfordshire). Il est baptisé le 2 septembre 1821 en l'église d'Elstree à Borehamwood. 
Son père est le capitaine Joseph Netterville Burton, un officier de l'armée britannique d'origine irlandaise. Sa mère, Martha Baker, est l'héritière d'un esquire fortuné du Hertfordshire. Le couple aura deux autres enfants, Maria Katherine Elizabeth en 1823 et Edward Joseph en 1824. 
Sa famille fait de nombreux voyages durant son enfance. En 1825, elle déménage à Tours en France puis au cours des années qui suivent se déplace entre l'Angleterre, la France et l'Italie. Sa première éducation lui est prodiguée par les nombreux précepteurs employés par ses parents. 
Faisant preuve d'un don précoce pour les langues, il apprend rapidement le français, l'italien, le napolitain et le latin, ainsi que divers dialectes. Des rumeurs disent que, pendant sa jeunesse, il eut une liaison avec une jeune gitane, et qu'il apprit avec elle les rudiments de la langue romani. Certains en ont fait une explication possible de la facilité presque surnaturelle avec laquelle il fut plus tard capable de maîtriser l'hindi et d'autres langues indiennes indo-européennes, la langue des gitans faisant partie de la même famille linguistique. Les pérégrinations de sa jeunesse pourraient avoir favorisé l'individualisme de Burton. Comme il le dit lui-même dans un poème du Kasidah : « Fais comme ton humanité te l'ordonne, n'attends d'applaudissements de personne excepté de toi-même ».
Burton entre au Trinity College d'Oxford à l'automne 1840. Malgré son intelligence et ses capacités, il s'aliène bientôt ses professeurs et ses camarades. Dès son premier semestre, il aurait provoqué en duel un autre étudiant qui s'était moqué de sa moustache. Burton continue à assouvir sa passion des langues en étudiant l'arabe. Il passe ce qui lui reste de temps à étudier la fauconnerie et l'escrime. 
En 1842, il assiste à une course d'obstacles équestre bravant l'interdiction faite aux plus jeunes étudiants. Et lorsqu'avec ses complices, il comparait devant les autorités de la faculté, il se lance dans un discours grandiloquent sur la confiance et l'inanité de traiter des étudiants comme de vilains enfants. Ceci lui valut une peine plus sévère. Alors que les autres participants sont suspendus temporairement, il est définitivement expulsé du Trinity College,. On dit qu'en quittant Oxford, il a un geste d'ultime défi pour le milieu qu'il en était venu à mépriser en faisant passer son cheval et sa voiture sur les parterres de fleurs du collège.

### Carrière militaire (1842-1853)
Selon ses propres mots « bon à rien d'autre qu'à se faire tirer dessus pour six pence par jour », Burton s'engage dans l'armée de la compagnie anglaise des Indes orientales. Il espère combattre sur le front de la Première Guerre anglo-afghane, mais ce conflit s'achève avant son arrivée et il est affecté au 18e régiment d'infanterie indigène de Bombay basé au Gujarat sous le commandement du général Charles James Napier.
Arrivé en Inde, il se met à parler couramment l'hindoustani (qu'il avait appris à Londres), le gujarati et le marathi aussi bien que le persan et l'arabe (dont il avait commencé l'étude en autodidacte à Oxford). Sa connaissance de la culture hindouiste atteint un niveau tel que son professeur hindou l'aurait autorisé officiellement à porter le janou (la robe de brahmane). Toutefois ceci n'est pas une certitude car une telle distinction aurait nécessité d'accomplir de longues études, de pratiquer le jeûne et de se raser en partie la tête. L'intérêt de Burton (et sa participation active) aux cultures et aux religions de l'Inde est jugé étrange par beaucoup de ses camarades qui l'accusent de « tourner indigène » et le traitent de « nègre blanc ». En outre, Burton a beaucoup d'habitudes particulières qui le mettent en marge des autres soldats. Alors qu'il est dans l'armée, il entretient toute une ménagerie de singes apprivoisés dans l'espoir d'apprendre leur langage. 
On donne à Richard Francis Burton le surnom de « Dick le Ruffian » en raison sa « férocité démoniaque au combat et parce qu'il avait peut être affronté en combat singulier plus d'ennemis qu'aucun autre homme de son temps ».
On lui confie la mission d'établir le relevé topographique du Sind, et c'est pour lui l'occasion d'apprendre à se servir des instruments de mesure qui lui seront plus tard utiles dans son métier d'explorateur. C'est à cette époque qu'il prend l'habitude de voyager déguisé. Sous le nom de Mirza Abdullah, il trompe souvent les gens du pays et ses camarades officiers qui ne parviennent pas à le reconnaître. Il se met à travailler comme agent pour le compte de Napier et bien que les détails de sa mission ne soient pas connus, on sait qu'il participa à une enquête secrète dans un lupanar réputé pour être fréquenté par des soldats anglais et où de jeunes garçons se prostituaient. Son intérêt de toujours pour les pratiques sexuelles l'amène à produire un rapport si détaillé et réaliste qu'il devait plus tard lui causer des ennuis, lorsque des lecteurs ultérieurs de ce rapport (dont on lui avait pourtant assuré qu'il resterait secret) en vinrent à croire que Burton avait pris part lui-même à certaines des activités qu'il y décrivait.
Souffrant, il obtient un congé maladie de deux ans et est rapatrié en Europe en mars 1849. En 1850, il écrit son premier livre, Goa et la montagne bleue (Goa and the Blue Mountains), un guide de la région de Goa. Il se rend à Boulogne-sur-Mer pour y visiter l'école d'escrime et c'est là qu'il rencontre sa future femme Isabel Arundell, une jeune catholique de bonne famille.

### Voyage à la Mecque (1853)

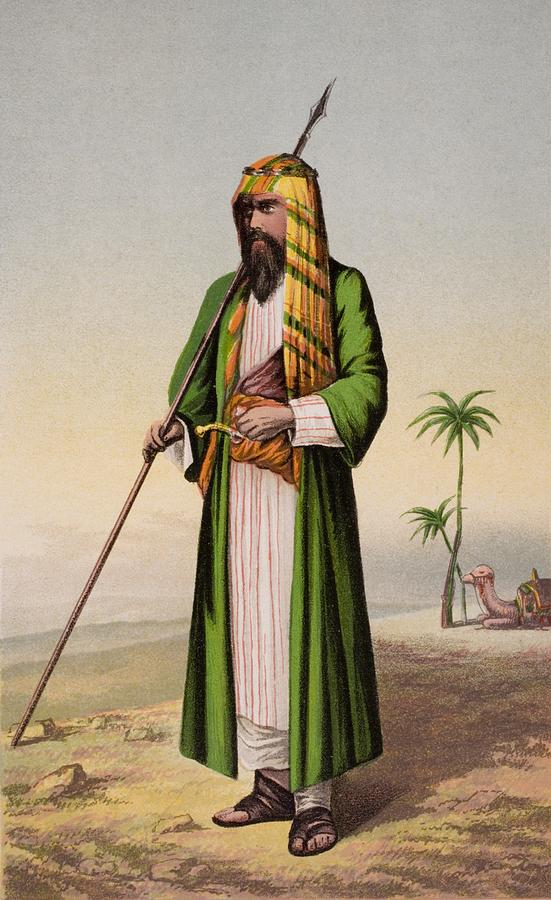
Burton en tenue arabe.

Mû par son goût de l'aventure, Burton obtient le soutien de la Royal Geographical Society pour une exploration dans la péninsule arabique et la permission du comité directeur de la Compagnie anglaise des Indes orientales de quitter l'armée. Ses sept ans passés en Inde l'avaient familiarisé avec les mœurs et usages des musulmans et furent une bonne préparation à sa tentative de réaliser le hajj (c'est-à-dire le pèlerinage à la Mecque et dans ce cas à Médine). C'est ce voyage, entrepris en 1853, qui lui valut sa première célébrité. Il l'avait planifié alors qu'il voyageait déguisé en compagnie des musulmans du Sind, et s'était minutieusement préparé à l'épreuve par l'étude et la pratique, allant jusqu'à se faire circoncire pour réduire le risque d'être démasqué. Burton n'est pas le premier européen à accomplir le Hajj : Ludovico de Verthema l'avait précédé en 1503, mais avait dû pour cela se convertir à l'Islam. Le pèlerinage de Burton reste néanmoins le plus fameux et le mieux documenté de l'époque.
Laissant l'Angleterre le 3 avril 1853, il passe un temps au Caire pendant lequel il parfait son déguisement : ayant pris le nom de Mirza Abdullah el Bushiri, prétendument originaire d'Afghanistan, il se laisse pousser la barbe et les cheveux et teint sa peau avec du henné. Il rejoint ensuite Suez à dos de chameau où il embarque avec d'autres pèlerins. Arrivé à Yanbu, il part en caravane et parvient à Médine où il réside pendant six semaines en étudiant les lieux religieux et les coutumes locales. Laissant la ville le 1er septembre 1853, il rejoint La Mecque le 11 septembre 1853 et participe au Hajj. Il parvient notamment à étudier la Pierre noire lors de ses sept tours de la Kaaba. Il quitte La Mecque pour Djeddah d'où il quitte la péninsule arabique.
Le périple de Burton se révèle fort dangereux et sa caravane est attaquée par des bandits (ce qui arrivait souvent en ce temps-là). Comme il le dit lui-même, bien que « ni le Coran ni le Sultan ne réclament la mort des juifs ou des chrétiens faisant intrusion à l'intérieur des colonnes délimitant les limites du sanctuaire, rien n'aurait pu sauver un européen détecté par la populace, ou quiconque se déclarerait incroyant après le pèlerinage ». Ayant accompli celui-ci, il put porter le titre de Hajj et eut le droit de porter un turban vert. Burton relate lui-même son voyage dans Une narration personnelle d'un pèlerinage de Médine à la Mecque (A Personal Narrative of a Pilgrimage to Al-Medinah and Meccah) (1855).

### Premières explorations (1854-1855)
Revenu au Caire depuis la Mecque, Burton s'embarque pour l'Inde et y rejoint son régiment. En mars 1854, il est muté au département politique de la Compagnie des Indes orientales et se rend à Aden sur la péninsule arabique afin d'y préparer une nouvelle expédition sous les auspices de la Société royale de géographie. Il s'agit d'explorer l'intérieur des terres de la Somalie et au-delà, où il espère découvrir les grands lacs dont il avait entendu parler par les voyageurs arabes. C'est à Aden, en septembre de cette année 1854, qu'il fait la connaissance du futur capitaine (alors lieutenant) John Hanning Speke qui devait être plus tard son compagnon dans la plus célèbre de ses expéditions. Burton fait seul la première partie de son voyage. Il se fixe pour but la cité d'Harar, dans laquelle aucun Européen n'a jamais pénétré. En effet, selon une ancienne prophétie, la cité commencerait à décliner le jour où un chrétien parviendrait à l'intérieur.
Cette partie de l'expédition dure trois mois. Burton, une fois de plus déguisé, passe l'essentiel de son temps dans le port de Zeilah, attendant qu'on lui confirme que la route d'Harar est sûre. Il atteint finalement Harar et est même introduit auprès de l'émir. Il séjourne dix jours dans la cité, officiellement comme invité, mais en réalité comme prisonnier. Le voyage de retour est compromis par l'épuisement des provisions et Burton écrit qu'il serait mort de soif s'il n'avait aperçu des oiseaux du désert lui indiquant la proximité d'un point d'eau.
Après cette aventure, il fait des préparatifs pour repartir vers l'intérieur des terres accompagné des lieutenants J. Speke, G. E. Herne et William Stroyan ainsi que de nombreux porteurs africains. Avant que l'expédition ait pu lever le camp, elle est attaquée par des membres d'une tribu somalienne dont les officiers estiment le nombre à deux cents. Au cours de ce combat, Stroyan est tué et Speke capturé et blessé en onze endroits avant de parvenir à s'échapper. Burton a quant à lui le visage transpercé d'une lance dont la pointe pénètre par une joue et ressort par l'autre. Cette blessure lui laissera une cicatrice caractéristique bien visible sur les portraits et les photographies. Il est obligé de prendre la fuite avec l'arme encore fichée de part en part de sa tête. L'échec de cette expédition est jugé sévèrement par les autorités et une enquête de deux ans est menée pour déterminer dans quelle mesure Burton n'aurait pas porté la responsabilité du désastre. Même s'il sort blanchi de toute accusation, cela ne l'aidera pas dans sa carrière. Il décrit cette attaque dans son livre « Premiers pas en Afrique de l'Est » (First Footsteps in East Africa) (1856).
En 1855, Burton rejoint l'armée et part en Crimée dans l'espoir de reprendre du service actif dans la guerre de Crimée. Il sert dans les Dardanelles au sein des Beatson's Horse un corps de Bachi-bouzouks. Ces combattants locaux placés sous le commandement du Général Beatson, sont débandés pour cause de « mutinerie » après avoir refusé d'obéir aux ordres et le nom de Burton est mentionné (à son détriment) dans l'enquête qui suit.

### Exploration des lacs d'Afrique centrale (1856-1860)

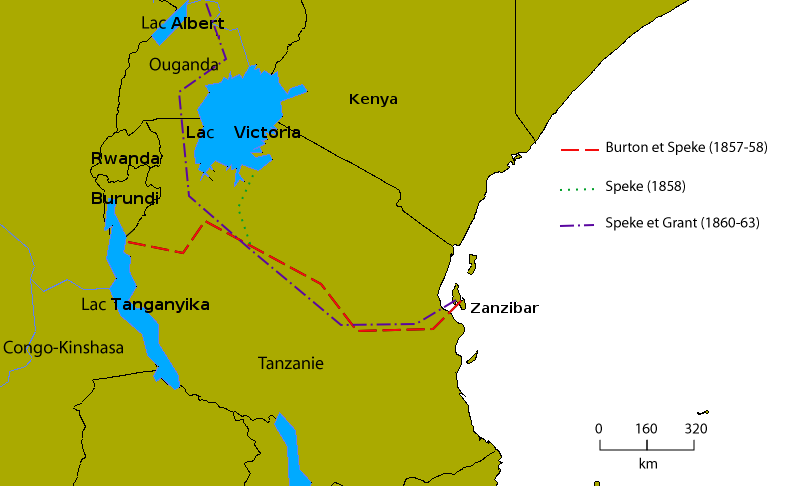
Explorations de Burton, Speke et Grant en Afrique de l'Est.

En 1856, la Société royale de géographie (Royal Geographical Society) finance une nouvelle expédition au départ de Zanzibar pour explorer une « mer intérieure » décrite par des marchands arabes et des esclaves. Cette mission doit étudier les tribus locales et déterminer quelles marchandises pourraient être exportées dans la région. On espère aussi secrètement que l'expédition parviendra à découvrir la source du Nil, mais cet objectif n'avait pas été explicitement fixé. Seul un fou, dit-on à Burton, avouerait que le but du voyage est de trouver cette source, car si cet objectif était manqué c'est l'ensemble de l'expédition qui serait considéré comme un échec. 
Avant de gagner l'Afrique, Burton se fiance en secret à Isabel Arundell, sachant que sa famille ne consentirait jamais au mariage, Burton n'étant pas catholique et n'ayant aucune fortune.
Speke l'accompagne de nouveau et, le 27 juin 1857, ils quittent la côte orientale de l'Afrique en se dirigeant vers l'ouest à la recherche d'un ou de plusieurs lacs. Ils sont considérablement aidés par Sidi Mubarak (encore appelé « Bombay »), un guide local expérimenté et familiarisé avec les coutumes et langues de la région. Dès le début, le voyage est perturbé par des problèmes tels que le recrutement de porteurs fiables, des vols de matériel et des désertions. Burton et Speke sont tous deux atteints de diverses maladies tropicales. Speke devient aveugle durant une partie du voyage et sourd d'une oreille en raison d'une infection survenue après avoir tenté d'en extraire un scarabée. Burton, quant à lui, est longtemps incapable de marcher et il faut le porter.
L'expédition parvient au lac Tanganyika en février 1858. Burton est muet d'admiration à la vue de ce lac splendide, mais Speke en raison de sa cécité provisoire est incapable de distinguer l'étendue d'eau. À ce point de l'expédition, l'essentiel de leur matériel d'observation a été perdu, endommagé ou volé et ils sont dans l'impossibilité d'établir les relevés topographiques de la zone aussi bien qu'ils l'auraient désiré.
Lors du voyage de retour, Burton tombe à nouveau malade et Speke poursuit les explorations sans lui en se dirigeant vers le nord pour finalement parvenir, le 3 août 1858, au lac Ukéréoué, qu'il baptise « Nyanza Victoria » (lac Victoria), du prénom de la souveraine régnante d'Angleterre. Ne disposant ni du matériel ni des instruments adéquats, Speke ne parvient pas à établir correctement le relevé de la région, mais il est intimement persuadé qu'il s'agit de la source du Nil si longtemps cherchée. Burton décrit leur voyage dans un livre intitulé : « Régions des lacs d'Afrique équatoriale » (Lake Regions of Equatorial Africa, 1860). Speke fait son propre compte-rendu dans son « Journal de la découverte de la source du Nil » (The Journal of the Discovery of the Source of the Nile, 1863).
À la suite de leur voyage, l'état de santé de Burton et Speke s'est dégradé à un point extrême et ils regagnent l'Angleterre séparément. Fidèle à son habitude, Burton a gardé des notes très détaillées, non seulement concernant la topographie, mais aussi les langues, les mœurs et jusqu'aux comportements sexuels des populations rencontrées. Ce fut sa dernière grande expédition, mais ses notes géographiques et culturelles devaient s'avérer précieuses pour les explorations de ses successeurs : Speke, James Augustus Grant, Sir Samuel Baker, David Livingstone et Henry Morton Stanley. En 1863, l'expédition de Speke et Grant part une nouvelle fois de la côte est, près de Zanzibar, contourne la rive ouest du lac Victoria jusqu'au lac Albert et se conclut par un retour triomphal en descendant le Nil. Cependant, comme ils avaient perdu la trace du cours du fleuve entre les lacs Victoria et Albert, Burton et d'autres émettent des réserves sur le fait que la source du Nil ait été irréfutablement identifiée.

### Conflit entre Burton et Speke

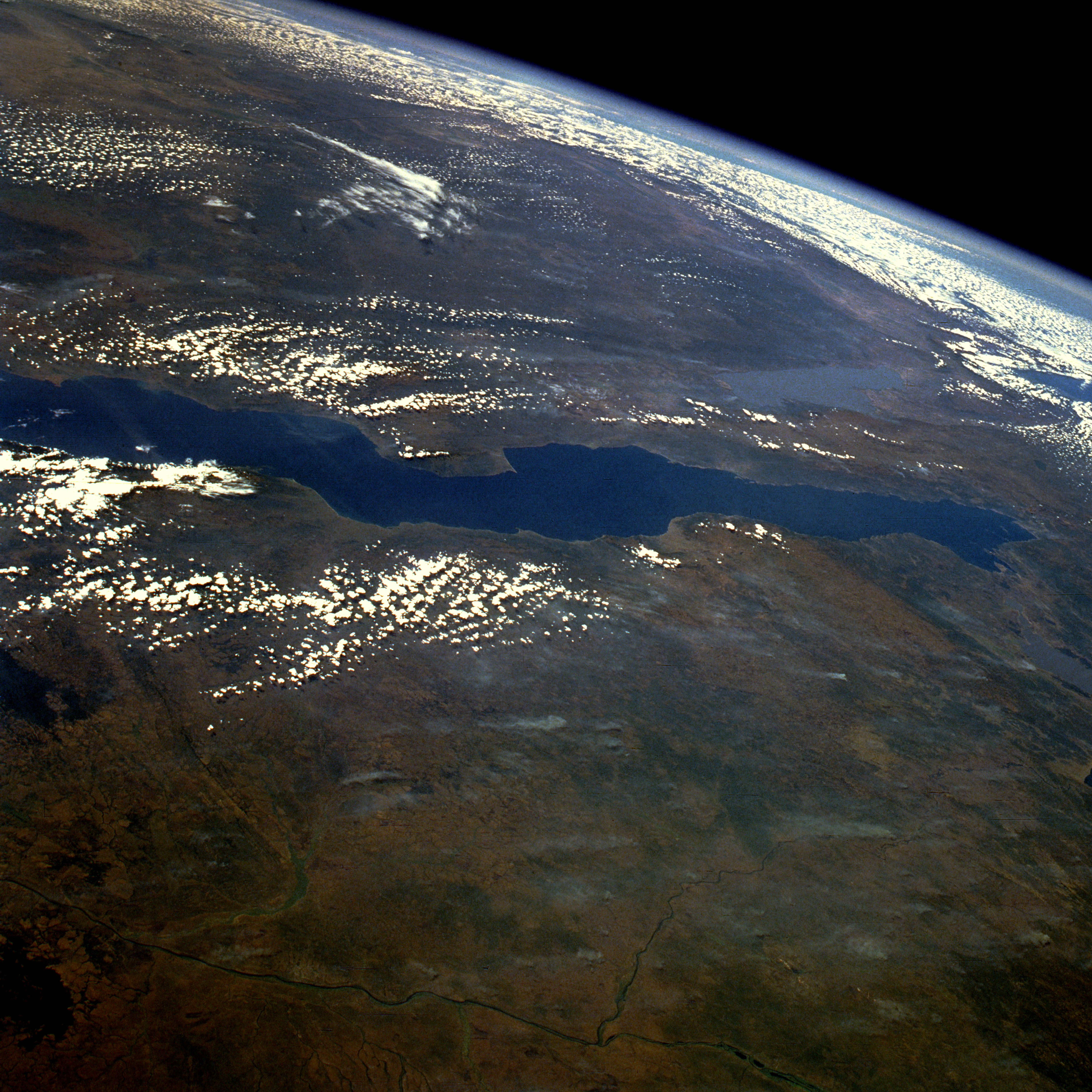
Le lac Tanganyika vu d'un satellite. Burton fut le premier Européen à l'apercevoir.

Le voyage qui conduit à la découverte des lacs Tanganyika et Victoria par Burton et Speke est souvent considéré comme la plus célèbre des explorations de Burton. Mais celle-ci est suivie d'une longue dispute publique entre les deux hommes, qui nuira gravement à la réputation de Burton. D'après les lettres qui nous sont parvenues, il semble que, dès avant le départ de leur seconde expédition, Speke ne fait plus guère confiance à Burton et est déjà en mauvais termes avec lui. Plusieurs raisons sont à l'origine de leur différend. En premier lieu, il est clair que les deux hommes sont de caractères très différents, Speke étant plus en phase avec la moralité victorienne dominante. À ceci s'ajoute un important élément de rivalité professionnelle. Certains biographes ont suggéré que les amis de Speke (notamment Laurence Oliphant) ont également attisé l'animosité entre les deux hommes. 
De plus, il semble que Speke conteste la position de chef de l'expédition de Burton, en prétendant que cette fonction de commandement n'était que nominale, Burton ayant été invalide durant l'essentiel de la seconde expédition. Il y a des problèmes avec les dettes de l'expédition, toujours impayées à leur départ d'Afrique, Speke prétendant que seul Burton en porte la responsabilité. Enfin, il y a la question de la source du Nil, dont la découverte est sans doute pour un explorateur de ce temps la récompense suprême. On sait maintenant que le lac Victoria est bien la source du Nil Blanc, mais à l'époque la question n'était pas encore tranchée. Speke entreprend son expédition sans Burton (ce dernier étant alors immobilisé par diverses maladies) et il ne peut se faire qu'une idée rudimentaire de la région en laissant non résolue la question des sources. Burton et avec lui nombre d'éminents spécialistes, tels Livingstone, se montrèrent très sceptiques sur l'hypothèse selon laquelle le lac était bien la véritable source du Nil.
Une fois leur expédition menée à son terme, les deux hommes accomplissent chacun de leur côté leur voyage de retour en Angleterre, où Speke arrive le premier. Malgré un accord passé entre eux en vertu duquel c'est ensemble qu'ils devaient donner leur première conférence publique, Speke fait à la Royal Geographical Society un compte rendu revendiquant sa découverte, le lac Victoria, comme étant la source du Nil. Quand Burton arrive à Londres, c'est pour y trouver un Speke auréolé de gloire et son propre rôle réduit à celui de simple comparse souffreteux, et pour apprendre que Speke est en train d'organiser sans lui d'autres expéditions dans la région des grands lacs.
Au cours des mois suivants, Speke tente souvent de ternir la réputation de Burton, allant jusqu'à prétendre que ce dernier avait tenté de l'empoisonner. Burton fait de son côté des déclarations à l'encontre de la prétendue découverte de la source du Nil par Speke, arguant que les mesures effectuées étaient trop imprécises pour être concluantes. Speke organise donc un second voyage qu'il fait en compagnie de Grant, afin d'apporter la preuve définitive que le lac Victoria est bien la véritable source du Nil. Mais encore une fois des problèmes avec les relevés et les mesures empêchent la question d'être clarifiée de manière unanime. Il est intéressant de relever qu'avant cette expédition Speke a fait signer à Grant un document mentionnant entre autres choses : « je renonce à tous mes droits de publier… mon propre rapport [de l'expédition] jusqu'à ce qu'il soit approuvé par le capitaine Speke, de la R. G. S. (Royal Geographical Society) ».
Le 16 septembre 1864, Burton et Speke doivent débattre ensemble de la question devant l'Association Britannique pour l'Avancement de la Science (British Association for the Advancement of Science) à la réunion annuelle de cette société organisée à Bath. Burton, meilleur orateur et possédant des connaissances plus étendues que celles de Speke, aurait probablement dominé son adversaire dans ce débat. Mais la veille de celui-ci, Speke meurt d'un coup de feu survenu au cours d'une partie de chasse qui avait lieu dans le domaine voisin d'un de ses parents. En l'absence de témoin direct, le bruit se répand d'abord qu'il s'est suicidé et c'est le policier chargé de l'enquête qui conclut à un accident de chasse (pour la plupart des biographes, la thèse du suicide reste cependant la plus crédible). Burton se trouvait déjà dans la salle du débat, dans l'attente de sa conférence, quand lui parvint la nouvelle du décès de Speke. Il en est si bouleversé qu'il décide d'annuler son intervention.

### Carrière de diplomate et d'écrivain (1861-1890)

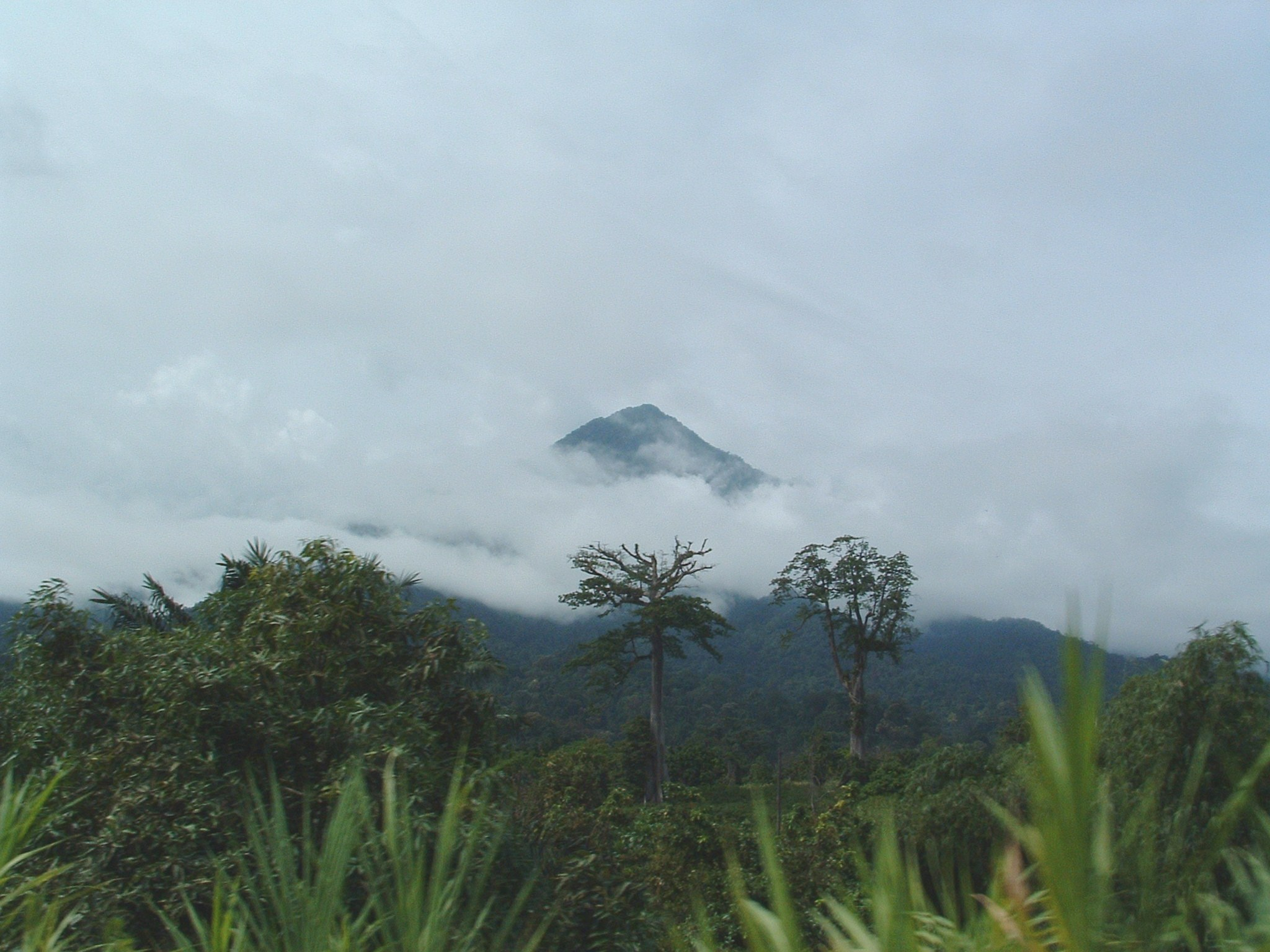
Le mont Cameroun, point culminant d'Afrique centrale à 4095 mètres d'altitude.

En janvier 1861, Richard Burton épouse Isabel Arundell, une jeune femme issue de la haute bourgeoisie catholique, qu'il avait rencontrée pour la première fois en 1849 à Boulogne-sur-Mer. Le mariage religieux est célébré selon le rite catholique lors d'une paisible cérémonie, mais Burton ne se convertit cependant jamais à cette religion. Peu après, le couple est forcé de se séparer quelque temps au moment où Richard débute officiellement sa carrière au Service des Affaires étrangères britannique comme consul à Fernando Po, l'île actuelle de Bioko en Guinée équatoriale. Ce n'est pas là une nomination prestigieuse et le climat étant réputé comme extrêmement malsain pour les Européens, Isabel ne peut l'y accompagner. Burton passera le plus clair de son temps à explorer la côte de l'Afrique occidentale: il sera, avec le botaniste allemand Gustav Mann, le premier Européen à gravir le sommet du mont Cameroun, le point culminant de l'Afrique centrale.
Le couple est réuni en 1865 lorsque Burton est muté à Santos au Brésil. Une fois sur place, il voyage à travers les hauts plateaux centraux du Brésil et descend en canoë la rivière Sao Francisco de sa source aux chutes de Paulo Afonso. 
En 1869, il est nommé consul à Damas, un poste taillé pour lui sur mesure en raison de sa connaissance de la région et de ses coutumes. Cependant, Burton se fait beaucoup d'ennemis durant son mandat. Il réussit notamment à se mettre à dos la majorité de la population juive de la région à cause d'une dispute sur les conditions de prêt monétaire. Il était jusqu'alors d'usage pour les autorités consulaires britanniques de poursuivre ceux qui ne pouvaient rembourser leurs emprunts. En mettant fin à cette pratique, Burton s'attire de solides inimitiés.

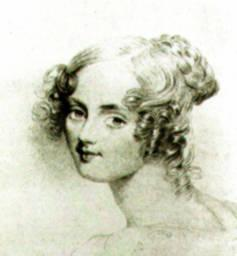
Portrait de Lady Jane Digby, anonyme, 1824.

Les époux Burton sont enchantés de leur séjour à Damas où ils se lient d'amitié notamment avec la fameuse aventurière Lady Jane Digby et avec Abd el-Kader al-Jazairi, le chef exilé de la révolution algérienne. Toutefois, la région est à cette époque gravement secouée par des troubles dus aux tensions extrêmes qui règnent entre communautés juives, musulmanes et chrétiennes. Burton s'efforce de maintenir la paix et de résoudre les conflits, mais ceci lui attire parfois des ennuis. Il raconte avoir une fois échappé à une attaque de centaines de cavaliers armés et de méharistes envoyés par Mohammed Rashid Pasha, le gouverneur de Syrie. Il écrit à ce sujet : « Je ne me suis jamais dans ma vie senti aussi flatté qu'en pensant qu'il faudrait mettre trois cents hommes pour me tuer ». En plus de ces mésaventures, Burton s'est fait largement détester et beaucoup souhaitent lui voir retirer un poste aussi sensible. 
Finalement, la situation est réglée au cours de l'année 1871, par son transfert à Trieste qui fait alors partie de l'empire d'Autriche-Hongrie. Burton ne se déclare pas vraiment satisfait de ce nouveau poste, mais ce dernier n'exige pas beaucoup de travail de sa part, et lui donne la liberté d'écrire et de voyager.
En 1863, Burton fonde, avec le docteur James Hunt, l'Anthropological Society of London, la Société anthropologique de Londres. Selon les propres mots de Burton, le but principal de la société (à travers la publication du périodique Anthropologia) est de « fournir aux voyageurs un organe qui (…) imprimerait des curiosités ayant trait aux sociétés et à leur sexualité ». Le 5 février 1886, il est fait chevalier de l'ordre de Saint-Michel et Saint-George (KCMG) par la Reine Victoria.
Il écrit durant cette période un certain nombre de livres de voyages, qui ne furent pas particulièrement bien accueillis. Ses contributions littéraires les plus connues sont à l'époque jugées osées, voire pornographiques, et publiées sous les auspices de la Kama Shastra society. Parmi ces livres, on peut citer des traductions telles The Kama Sutra of Vatsyayana (plus connu sous le nom de Kamasutra, 1883), The Book of the Thousand Nights and a Night (Le livre des Mille Nuits et une Nuit, mieux connu comme les Mille et Une Nuits ou les Nuits d'Arabie, 1885), The Perfumed Garden of the Shaykh Nefzawi (Le Jardin parfumé du Cheikh Nefzaoui, 1886) et The Supplemental Nights to the Thousand Nights and a Night (Les nuits supplémentaires aux Mille et Une Nuits, publié en seize volumes de 1886 à 1898).
Il publie aussi durant cette période The Kasidah, qu'il avait composé à son retour de la Mecque. Ce livre fut considéré comme la preuve de l'appartenance de Burton au soufisme. Le poème, les notes et commentaires de Burton sur celui-ci contiennent des vers de signification soufie et semblent avoir été destinés à un projet d'enseignement du soufisme en Occident. Le passage du Kasidah le plus souvent cité est le suivant :
Do what thy manhood bids thee do/ from none but self expect applause;/ He noblest lives and noblest dies/ who makes and keeps his self-made laws
(Fais comme ton humanité te l'ordonne/ N'attends d'applaudissements de personne excepté toi-même;/ Il vit et meurt avec la plus grande noblesse/ Celui qui établit et suit lui-même ses propres lois).
Parmi ses ouvrages d'intérêt, on peut relever Vikram et le vampire, un recueil de contes hindous (Vikram and the Vampire, 1870) et Le Livre de l'épée, une histoire inachevée des gens d'épée (The Book of the Sword, 1884). Il traduit, en 1880, Les Lusiades, épopée nationale portugaise de Luís de Camões, et rédige l'année suivante une biographie brossant un portrait sympathique de ce poète aventurier. 
Le livre The Jew, the Gipsy and el Islam (Le Juif, le Gitan et l'Islam) est publié à titre posthume en 1898 et suscite une controverse à cause de son ton violemment antisémite et parce qu'il prêtait crédit à l'existence de sacrifices humains rituels qui auraient été pratiqués par les Juifs. L'enquête menée par Burton sur ce sujet avait déclenché l'hostilité des Juifs de Damas (voir l'article Affaire de Damas). Le manuscrit de ce livre contenait un appendice discutant le sujet plus en détail, mais qui ne fut finalement pas publié sur décision de sa veuve.

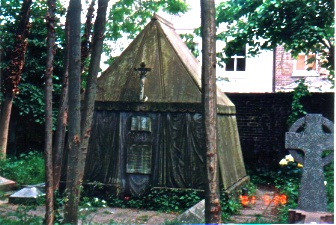
La tombe de Richard et d'Isabel Burton, à Mortlake dans le Surrey.

Burton meurt à Trieste, tôt dans la matinée du 20 octobre 1890, d'une crise cardiaque. Son épouse Isabel parvient à convaincre un prêtre de lui administrer les derniers sacrements, bien que le défunt ne soit pas catholique. Ceci provoque par la suite une brouille entre la veuve et certains des anciens amis de Burton. Des commentateurs ont évoqué la possibilité que le décès soit en fait survenu tard dans la nuit du 19 octobre et que Burton ait été déjà mort au moment où lui furent administrés les derniers sacrements.[réf. nécessaire]
Isabel ne se remettra jamais de cette perte. Après la mort de son mari, elle brûle un grand nombre de ses papiers, y compris tous ses journaux intimes et une nouvelle traduction en cours du livre Le Jardin Parfumé qui devait avoir pour titre Le Jardin des Senteurs. Ce geste fut généralement condamné ; pour sa part elle se déclare persuadée d'avoir agi pour protéger la réputation de son défunt époux (elle prétend même avoir reçu de l'esprit de son mari l'instruction de brûler le manuscrit du Jardin des Senteurs). Isabel écrira par la suite une biographie à la mémoire de son mari.
Le couple est enterré à Mortlake, au sud-ouest de Londres, dans une tombe étonnante par sa forme de tente bédouine.

## Société du Kama Shastra
Richard Burton a toujours manifesté de l'intérêt pour la sexualité et la littérature érotique. Mais la Loi sur les publications obscènes (Obscene Publications Act) de 1857 avait valu aux éditeurs de l'époque des peines de prison et des poursuites menées par la Société pour la Suppression du Vice (Society for the Suppression of Vice). Afin de contourner cette loi, en faisant circuler les livres dans un cercle privé, Burton et Forster Fitzgerald Arbuthnot créent la Société du Kama Shastra (the Kama Shastra Society).
Elle leur permet d'éditer l'une des plus célèbres publications de Burton : le Livre des Mille Nuits et une Nuit (The Book Of The Thousand Nights And A Night). Cette traduction intégrale en dix volumes, auxquels viendront s'ajouter plus tard six volumes supplémentaires, du recueil de contes populaires persan les Mille et Une Nuits est publiée en 1885. Une édition de mille exemplaires est imprimée par la Société du Kama Shastra sur souscription réservée à ses membres, avec la garantie qu'il n'y aurait jamais d'autres impressions sous cette forme. Les histoires rassemblées ont souvent un contenu sexuel et sont considérées comme relevant de la pornographie à l'époque de leur publication. L'Essai final (the Terminal Essay), en particulier, est l'un des premiers textes de langue anglaise à oser traiter de la pédérastie, une pratique que Burton considère surtout répandue sous des latitudes méridionales, dans une aire géographique qu'il avait baptisée la « zone sotadique ». À cette époque, des rumeurs courent déjà sur la sexualité de Burton et sont renforcées par ce travail.
Un autre ouvrage parmi les plus connus de Burton est probablement sa traduction du Kamasutra. En réalité, il n'en est pas le vrai traducteur, le manuscrit original étant rédigé en ancien Sanskrit, une langue qu'il ne lit pas. Mais il collabore sur ce travail avec F.A. Arbuthnot et fournit les traductions de versions plus tardives du manuscrit en d'autres langues. La Société du Kama Shastra imprime le livre pour la première fois en 1883 et la version de Burton a été continuellement rééditée jusqu'à ce jour.
Sa traduction en anglais d'une édition française du guide érotique arabe La Prairie parfumée du Cheikh Nefzaoui paraît en 1886 sous le titre Le Jardin parfumé du Cheikh Nefzaoui : un manuel d'érotologie arabe (The Perfumed Garden of the Shaykh Nefzawi: A Manual of Arabian Erotology). Parmi les nombreux papiers qu'Isabel Burton détruisit par le feu à la mort de son mari figurait le manuscrit d'une version ultérieure intitulée Le Jardin des Senteurs (The Scented Garden), contenant le chapitre final de l'ouvrage consacré à la pédérastie. Il est intéressant de relever que Burton destinait ce travail à être publié après sa mort afin d'améliorer les revenus de sa veuve et en tant qu'ultime geste de défi contre la société victorienne.

## Scandales de la vie de Richard Burton

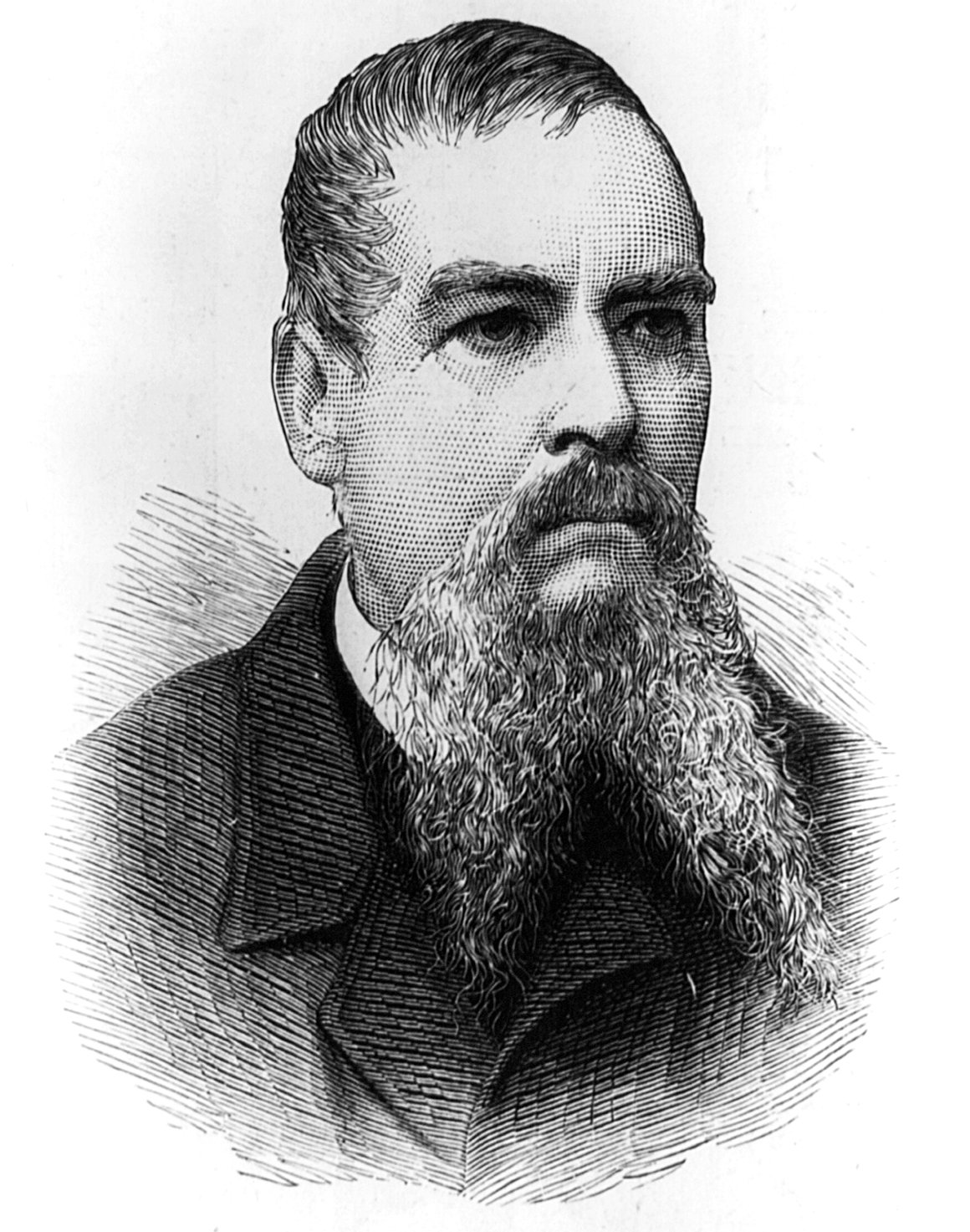
Richard F. Burton. Gravure extraite de : Scammel HB. Stanley and the White Heroes in Africa (etc.) (paru en 1890).

À son époque, Richard Francis Burton est très controversé. On dit qu'il y a même des Britanniques qui préfèrent quitter la pièce plutôt que de risquer de se trouver en sa présence[réf. nécessaire]. À l'armée, on l'appelle parfois « Dick le Rufian » et son manque de respect pour l'autorité et les conventions lui valent beaucoup d'ennemis, voire une réputation de fripouille[réf. nécessaire].
Dans une société où la répression sexuelle était la norme, les écrits de Burton étalent avec une franchise inhabituelle son intérêt pour le sexe et la sexualité humaine. Ses récits de voyage abondent souvent en détails sur les pratiques sexuelles des habitants des zones qu'il traverse, détails qui pouvaient choquer le Britannique moyen. Sa curiosité le pousse par exemple à mesurer la longueur du pénis des hommes de diverses contrées et à rapporter ces mesures dans ses livres de voyage. En outre, sa manière de décrire les techniques sexuelles ayant cours dans les régions qu'il visite donne souvent à penser qu'il y participait activement brisant à la fois les tabous sexuels et raciaux de son époque. Beaucoup de ses contemporains considèrent la Société du Kama Shastra et les livres qu'elle publie comme scandaleux.
Il est soupçonné d'homosexualité durant la plus grande partie de sa vie[réf. nécessaire], une accusation particulièrement grave puisqu'il s'agissait d'un acte criminel dans l'Angleterre de l'époque. Les biographes sont en désaccord sur le fait que Burton ait jamais eu des relations homosexuelles (lui-même ne le reconnut jamais explicitement dans ses écrits). Ces allégations avaient commencé dans l'armée à l'occasion de l'enquête secrète effectuée à la demande de Napier dans une maison close masculine fréquentée par les soldats britanniques. Certains ont pu voir dans la précision des détails du rapport établi par Burton une indication qu'il fréquentait lui-même l'établissement. Ses écrits ultérieurs au sujet de la pédérastie et le fait que son couple soit demeuré sans enfants alimentèrent encore les spéculations.
Burton fut un grand buveur en diverses périodes de sa vie et admet avoir fait usage aussi bien de haschich que d'opium[réf. nécessaire]. Les amis d'Algernon Swinburne condamnèrent Burton pour avoir dévoyé le poète en le faisant sombrer dans l'alcoolisme et en suscitant son penchant pour l'œuvre du Marquis de Sade[réf. nécessaire].
Burton est aussi accusé d'avoir tué un homme sur la route de la Mecque. On raconte qu'il aurait tué un homme (ou un jeune garçon, selon les versions) qui aurait accidentellement découvert sa qualité d'Européen, quand il soulevait sa robe pour uriner plutôt que de s'accroupir comme le ferait un arabe. Quoique Burton ait souvent nié les faits, il s'amusait aussi à mystifier ses auditeurs les plus crédules, comme en témoignent les deux anecdotes suivantes restées fameuses. Un médecin lui aurait un jour demandé : « Comment vous sentez-vous après avoir tué quelqu'un ? » à quoi Burton répliqua : « Fort bien, et vous-même ? » Interrogé par un prêtre sur le même sujet Burton aurait répondu : « Monsieur, je suis fier de vous annoncer que j'ai commis tous les péchés du Décalogue ».
Ces accusations jointes à son caractère volontiers irascible nuisirent à sa carrière et expliquent qu'il n'ait jamais bénéficié de promotions tant dans l'armée que dans le corps diplomatique. Un avis mortuaire le décrit ainsi : « il n'était pas fait pour plier sous le harnais officiel et avait la passion byronienne de choquer les gens et de raconter sur lui-même des légendes en fait dénuées de fondement ». Selon Ouida, « Les hommes du FO (Foreign Office)… avaient l'habitude de colporter de noires horreurs sur Burton et il est certain qu'à tort ou à raison, il était honni, craint et jugé suspect… non pour ce qu'il avait fait mais pour ce qu'on le croyait capable de faire ».
Quelle que soit la vérité sur les nombreuses accusations qui pesèrent sur lui, les centres d'intérêt de Burton et son franc-parler firent de lui un personnage controversé durant toute sa vie.

## Œuvres sélectionnées de Richard Francis Burton
Les titres de tous ses livres sont donnés dans leur version originale. Les liens renvoient au texte intégral sur le projet Gutenberg.
- Goa and the Blue Mountains (1851)
- Scinde or the Unhappy Valley (1851)
- Sindh and the Races That Inhabit the Valley of the Indus (1851)
- Personal Narrative of a Pilgrimage to Al Madinah and Meccah (1855)
- First Footsteps in East Africa (1856)
- (en) Richard F. Burton, Falconry In The Valley of the Indus, Londres, John Van Voorst, 1983 (1re éd. 1852), 107 p. (OCLC 10309103)
- Lake Regions of Equatorial Africa (1860)
- The City of the Saints, Among the Mormons and Across the Rocky Mountains to California (1861)
- Wanderings in West Africa (1863)
- Abeokuta and the Cameroon Mountains (1863)
- A Mission to Gelele, King of Dahomé (1864)
- Wit and Wisdom From West Africa (1865)
- The Highlands of Brazil (1869)
- Letters From the Battlefields of Paraguay (1870)
- Vikram and the Vampire or Tales of Hindu Devilry (1870)
- Unexplored Syria (1872)
- Zanzibar (1872)
- Ultima Thule (1872)
- Two Trips to Gorilla Land and the Cataracts of the Congo (1876)
- The Lands of Cazembe: Lacerda´s journey to Cazembe in 1798 (1873)
- Etruscan Bologna (1876)
- Sindbar (1877)
- The Land of Midian (1879)
- The Lusiads (en deux volumes, 1880)
- The Kasidah of Haji Abdu El-Yezdi (1880)
- To the Gold Coast for Gold (1883)
- The Kama Sutra of Vatsyayana (en collaboration avec F. F. Arbuthnot, 1883)
- The Book of the Sword (1884)
- The Book of the Thousand Nights and a Night (en dix volumes, 1885)
- The Perfumed Garden of the Shaykh Nefzawi (1886)
- The Supplemental Nights to the Thousand Nights and a Night (en six volumes, 1886-1888)
- Il Pentamerone; Or, the Tale of Tales... (en deux volumes, 1893)
- The Gypsy, the Jew and El Islam (1898)
- The Sentiment of the Sword: A Country-House Dialogue (1911)

## Biographies et autres livres consacrés à Burton
Burton fait l'objet de nombreuses biographies. On en trouvera ci-dessous une sélection avec d'autres ouvrages inspirés par Burton. Cette liste chronologique met l'accent sur les œuvres récentes ou ayant été d'une certaine influence. Les ouvrages, en anglais pour la plupart, sont indiqués dans leur version originale.
- (en) Isabel Burton, The Life of Captain Sir Richard F. Burton KCMG, FRGS, Chapman and Hall, 1893 (lire en ligne)
- (en) Thomas Wright, The Life of Sir Richard Burton, 1905 (lire en ligne)
- (en) Allen Edwardes, Death Rides a Camel, New York, The Julian Press, Inc., 1963
- (en) Byron Farwell, Burton : A  Biography of Sir Richard Francis Burton, Londres, Penguin Books, 1963
- (en) Fawn McKay Brodie (trad. Un  diable d'homme), The Devil Drives : A Life of Sir Richard Burton, New York, W.W. Norton & Company Inc., 1967
- (en) William Harrison, Burton and Speke, Londres, St Martins/Marek & W.H. Allen, 1984
- (en) Edward Rice, Captain Sir Richard Francis Burton : the secret agent who made the pilgrimage to Mecca, discovered the Kama Sutra, and brought the Arabian nights to the West, New York, Charles Scribner's Sons, 1990, 522 p. (ISBN 0-684-19137-7)
- (en) Frank McLynn, Of No Country : An Anthology of Richard Burton, New York, Charles Scribner's Sons, 1990
- Richard Burton (trad. de l'anglais, préf. Philippe Conrad), Voyage à la Mecque et chez les Mormons, Paris, Pygmalion, coll. « Les grandes aventures de l'exploration », 1991, 235 p. (ISBN 2-85704-348-1)
- (en) Frank McLynn, Burton : Snow on the Desert, John Murray Publishing, 1993
- (en) Christopher Ondaatje, Sindh Revisited : A Journey in the Footsteps of Captain Sir Richard Francis Burton, Toronto, HarperCollins Publishers Ltd, 1996
- (en) Christopher Ondaatje, Journey to the  Source of the Nile, Toronto, HarperCollins Publishers Ltd, 1998
- (en) Mary S. Lovell, A Rage to Live : A Biography of Richard & Isabel Burton, New York, W.W. Norton & Company Inc., 1998
- Ghislain de Diesbach, Richard Burton, Paris, Presses Universitaires de France, 2009
- (en) Georgiana M. Stisted, The true life of Capt. Sir Richard F. Burton, Londres, H.S. Nichols, 1896, 419 p. (OCLC 491060)
- Richard Francis Burton (trad. de l'anglais), La Zone sotadique : Terminal essay, Pederasty..., Montpellier, QuestionDeGenre/GKC, 2018, 180 p. (ISBN 978-2-908050-98-1)

## Le personnage fictif

### Roman
- Richard Francis Burton est l'un des principaux personnages (avec l'écrivain Mark Twain et Alice Liddell-Hargreaves, autre figure marquante de l'ère victorienne) de la saga de science-fiction Le Fleuve de l'éternité (Riverworld, 1966-1993) de Philip José Farmer, en cinq volumes.
- George MacDonald Fraser fait apparaître Burton dans sa série de romans historiques Flashman (1969-2005) (où il est le plus souvent désigné comme « ce coquin de Dick Burton »).
- John Dunning met en scène Burton dans un roman policier intitulé The Bookman's Promise (Scribner, 2004).
- L'écrivain allemand d'origine bulgare Ilija Trojanow a publié en 2006 le roman Der Weltensammler, centré autour de la biographie de Richard Burton (Munich, Hanser, 2006, traduction française : Le Collectionneur de mondes, traduit de l'allemand par Dominique Venard, Paris, Buchet-Chastel, 2008).
- La série des romans Area 51 (1997-2004) de Robert Doherty montre Burton découvrant une race extra-terrestre cachée. Ces livres comportent des passages tirés des écrits de Burton lui-même.
- Le roman policier The Moonstone (La pierre de lune) de Wilkie Collins (1859) montre un personnage, M. Murthwaite, apparemment inspiré de Burton. Il est « le célèbre voyageur indien, M. Murthwaite, qui, au péril de sa vie, a pénétré déguisé là où aucun Européen n'a jamais mis le pied auparavant » (chapitre X).
- Le héros du roman historique de Karen Mercury Les Quatre quarts du monde (The Four Quarters of the World) (2006) est inspiré de Burton. Après avoir eu la joue transpercée au Somaliland, il devient le bras droit de l'empereur d'Abyssinie Téwodros avant la chute de son empire.
- Richard Burton apparaît dans le roman steampunk Larklight de Philip Reeve, où il est dépeint comme étant revenu sur Mars comme chez lui après avoir épousé une martienne.
- Richard Francis Burton est le personnage principal du roman steampunk L'Étrange affaire de Spring Heeled Jack (The Strange Affair of Spring-Heeled Jack) de Mark Hodder (en). Ce roman a reçu le prix Philip-K.-Dick 2010.

### Bande dessinée
- L'explorateur Richard Drake, héros de la série D d'Ayroles, Maïorana et Leprévost, est directement inspiré de Richard Burton.
- L'explorateur et sa vie sont au centre de la BD Burton de Christian Clot, Alex Nikolavitch et Dim.D aux éditions Glénat
- Un Anglais dans mon arbre de Olivia Burton et Mahi Grand aux éditions Denoël Graphic (2019)
- Moreau, second tome de la série Maudit sois-tu (2020-2021) aux éditions Ankama présente Richard Burton parmi les protagonistes de la chasse de Zaroff.

### Cinéma
- Le film Aux sources du Nil (Mountains of the Moon, 1990) de Bob Rafelson conte les mésaventures en Afrique de Richard Francis Burton (interprété par l'acteur irlandais Patrick Bergin) et John Hanning Speke, officier de l'armée britannique, pour mettre à jour un des grands mystères de l'époque : où se trouve la source du Nil. Le film est tiré du roman de William Harrison « Burton et Speke » (Burton and Speke) (1984).(Fiche IMDb).
- Zero Patience (1993) restitue Burton dans un cadre contemporain sous les traits d'un homosexuel refoulé obsédé par la recherche du patient zéro responsable de la propagation du SIDA.

### Télévision
- Dans la série télévisée The Sentinel (1996-1999) (avec Richard Burgi et Garett Maggart) une monographie fictive attribuée à Richard Burton (« l'explorateur, pas l'acteur ») constitue la trame de l'intrigue.
- Search for the Nile est une minisérie de la BBC de 1971 avec Kenneth Haigh dans le rôle de Burton.
- Dans la série télévisée Penny Dreadful (avec Timothy Dalton et Eva Green) le personnage de Sir Malcolm Murray s'inspire de Richard Francis Burton.

### Allusion indirecte dans les œuvres de fiction
- Dans le film Lara Croft: Tomb Raider, le mausolée du père de Lara est inspiré de celui de Burton.
- Dans le Livre des êtres imaginaires de Jorge Luis Borges, il est fait allusion à Burton dans le premier récit sur l'A Bao A Qu.